# Classic metal

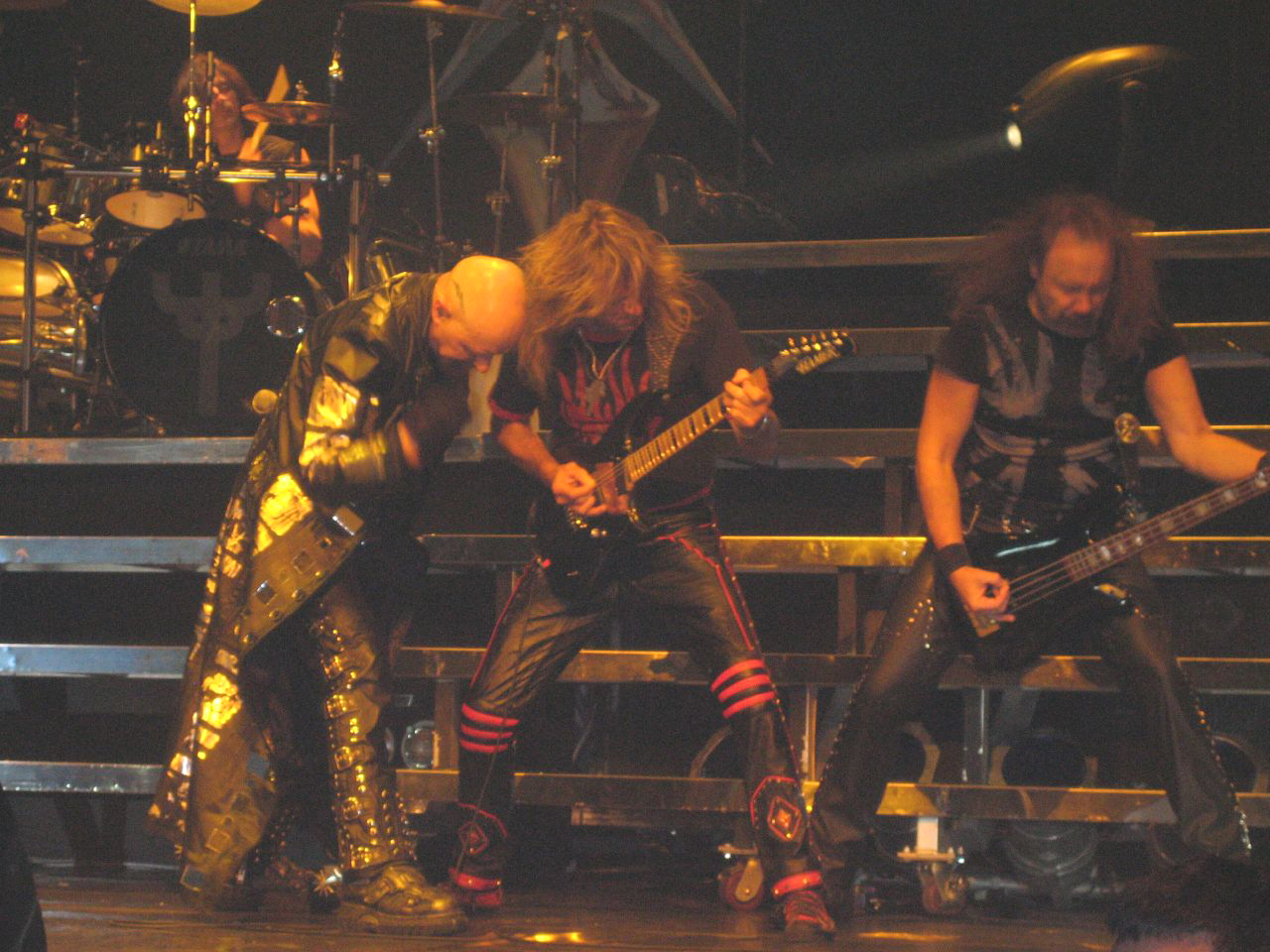
Moda heavy metal tipică a fost pionerată de Judas Priest

Traditional heavy metal, cunoscut și ca classic metal sau simplu heavy metal, este genul seminal genre al muzicii metal înainte ca genul "să evolueze și să se scindeze în mai multe stiluri și subgenuri diferite."

## Reprezentanții principali ai genului
| - Accept - Armored Saint - Black Sabbath - Budgie - Deep Purple - Diamond Head - Dio - Iron Maiden | - Judas Priest - King Diamond - Led Zeppelin - Manowar - Motörhead - Ozzy Osbourne - Queensrÿche | - Raven - Rainbow - Saxon - Scorpions - Tank - U.D.O. - Warlock |

### Alte formații notabile
| - AC/DC - Aerosmith - Alice Cooper - Blue Cheer - Blue Öyster Cult | - Def Leppard - Kiss - Mötley Crüe - Quiet Riot | - Skid Row - Trust - Van Halen - W.A.S.P. |